# (5733) 1989 AQ
1989 أي كيو (ويعرف أيضًا باسم (5733) 1989 أي كيو وفق تسمية الكوكب الصغير) (بالإنجليزية: 1989 AQ)‏ هو كويكب ضمن حزام الكويكبات؛ وترتيبه 5733 من حيث الاكتشاف.
اكتُشف هذا الجُرم الفلكي بواسطة هيروشي كانيدا في 4 يناير 1989.

## وصلات خارجية
- (5733) 1989 AQ في قاعدة بيانات مختبر الدفع النفاث لأجرام النظام الشمسي الصغيرة

- الاكتشاف · مخطط المدار ·  العناصر المدارية · المعلمات المادية

- (5733) 1989 AQ على موقع ويكي سكاي: DSS2, SDSS, GALEX, IRAS, Hydrogen α, X-Ray, Astrophoto, Sky Map, Articles and images